# التهام ذاتي

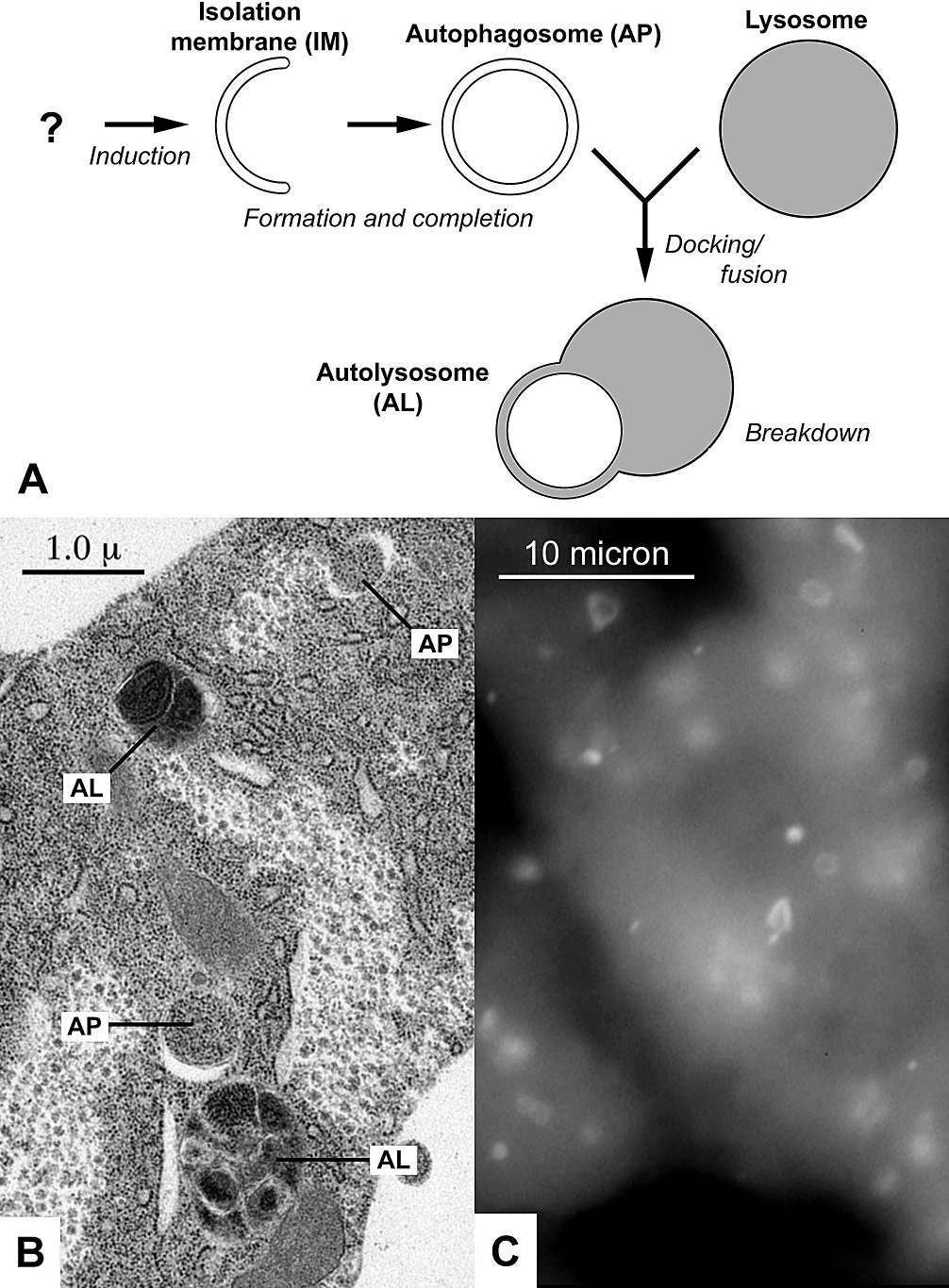
(A) رسم تخطيطي للالتهام الذاتي. (ب) صورة مجهرية لبنية الالتهام الذاتي في دهون جسم يرقات ذبابة الفاكهة. (C) صورة فلورية لالتهام الذاتي في خلايا الكبد في فئران جوعى.

الالتهام الذاتي (بالإنجليزية: Autophagocytosis أو  Autophagy)‏ (من الكلمة اليونانية auto-:«ذاتي» و phagein «يلتهم») هي آلية تدمير طبيعية تُفكّك، بصورة منظّمة، المكوّنات الخلوية غير الضرورية أو المعطوبة تكون مركونة في الخلية.
تسمح عملية الالتهام الذاتي بالتقويض المُنظّم وإعادة التدوير للمكونات الخلوية. وخلال هذه العملية، يتم عزل مكونات معطوبة أو مختلة وظيفيا في سيتوبلازم الخلية المستهدفة عن بقية الخلية داخل حويصلة غشائية مزدوجة تعرف باسم جسيم الالتهام الذاتي [الإنجليزية]Autophagosome . يندمج بعدئذ هذا الجسيم مع جسيم حال، ثم تتحلل المكونات ويُعاد تشكيلها. هناك ثلاث أشكال مختلفة للالتهام الذاتي: الالتهام الذاتي الكبير (بالإنجليزية: macroautophagy)‏ والالتهام الذاتي الصغير (بالإنجليزية: microautophagy)‏ والالتهام الذاتي المتوسط الموجّه (بالإنجليزية: chaperone-mediated autophagy)‏. وفي سياق التشخيص المرضي، تعتبر عملية الالتهام الذاتي استجابة تكيُفيّة للإجهاد، مما يعزز فرص البقاء على قيد الحياة، بينما في حالات أخرى تكون سببًا لموت الخلايا والمرض. في حالة الجوع الشديد، يعمل للقضاء على المكونات الغير ضرورية للخلية على تعزيز بقاء الخلايا من خلال استغلال تلك المكونات المعطوبة في إنتاج الطاقة الخلوية.
وقد صيغ مصطلح «الالتهام الذاتي» على يد عالم الكيمياء الحيوية البلجيكي كريستيان دو دوف سنة 1963 م.
حصل الباحث الياباني يوشينوري أوسومي على جائزة نوبل في الطب أو علم وظائف الأعضاء  في عام 2016 على مجهوداته العلمية في مجال الالتهام الذاتي.
.